# Jacob Nena
Jacob Nena (Lelu, 10 ottobre 1941 – Sacramento, 7 luglio 2022) è stato un politico micronesiano.

## Biografia
Fu il quarto Presidente degli Stati Federati di Micronesia. Eletto dal Congresso degli Stati Federati di Micronesia l'11 maggio del 1997 succedendo a Bailey Olter, terminò il suo mandato l'11 maggio 1999, quando gli subentrò Leo Falcam, il suo vice presidente.